# Rockefeller Center
O Rockefeller Center ou também Rockefeller Plaza, é um complexo de 19 edifícios comerciais que ocupam uma área de 89 000 m² entre as ruas 48th e 51st na Cidade de Nova Iorque. Construído pela família Rockefeller, está localizado no centro de Midtown Manhattan.
É atualmente uma das principais atrações turísticas de Nova Iorque, especialmente no inverno, quando a praça principal do complexo está decorada com uma grande árvore de natal, bem como possui uma grande pista de patinação.
O complexo foi designado, em 23 de dezembro de 1987, um edifício do Registro Nacional de Lugares Históricos bem como, na mesma data, um Marco Histórico Nacional.
O Rockefeller Center também abriga o Radio City Music Hall e a sede da NBC, em cujo estúdio 8H é gravado o célebre Saturday Night Live. A série de televisão 30 Rock tem o nome inspirado no prédio. A série se passaria no edifício Rockefeller.

## História

### Antecedentes

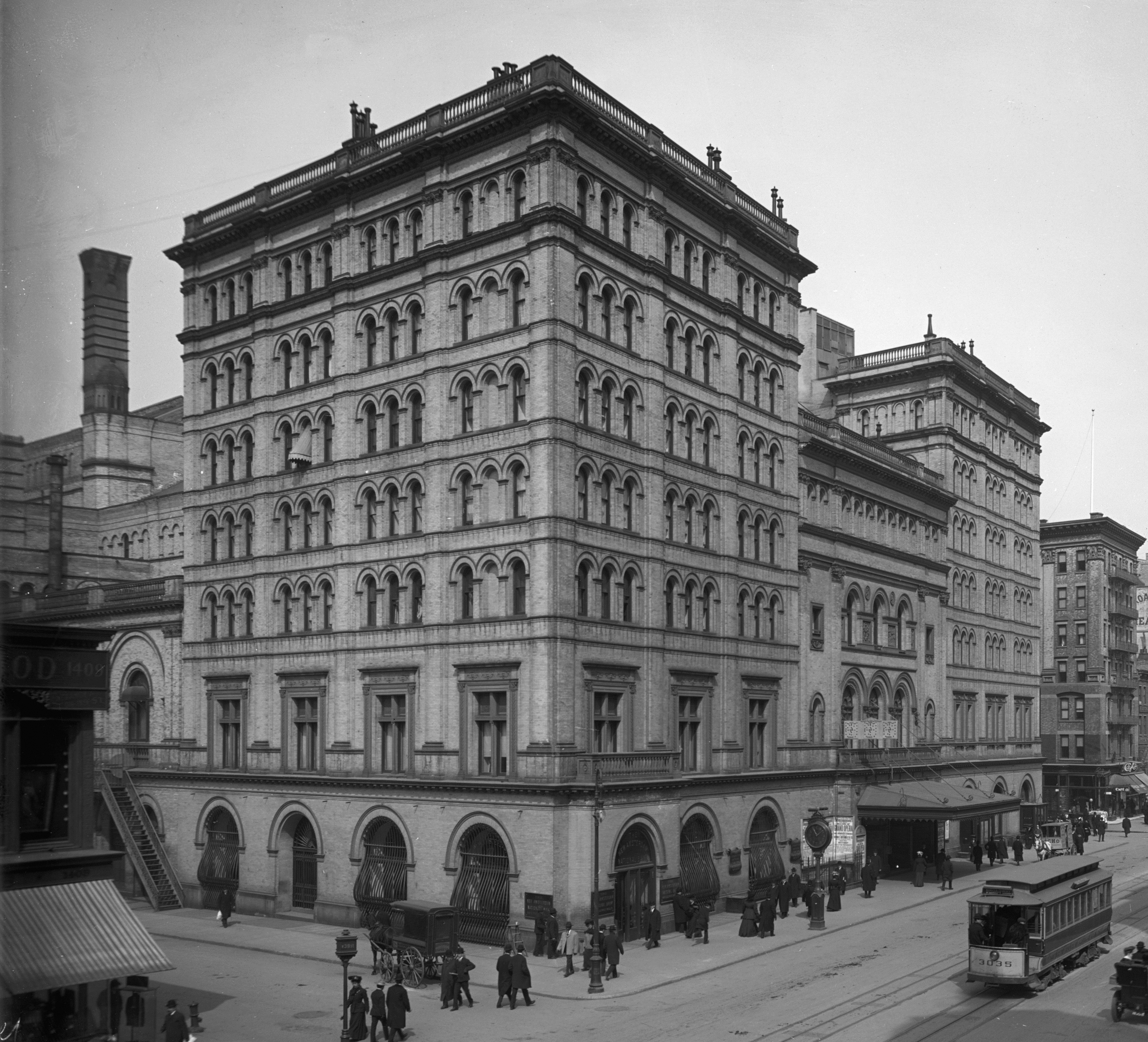
O Rockefeller Center foi concebido em substituição à Metropolitan Opera.

O primeiro proprietário privado da área foi o físico David Hosack, que adquiriu 20 acres de terra rural da Prefeitura de Nova Iorque em 1801 por 5 mil dólares e abriu o primeiro jardim botânico do país, o Elgin Botanic Garden. O local funcionou até 1811 e em 1823 passou a ser administrado pela Universidade Columbia. Posteriormente, em 1850, a universidade impôs restrições de altura. Casas de classe média e mansões de estilo Vanderbilt foram construídas nas ruas vizinhas. Em 1879, haviam mansões tradicionais em toda a propriedade da Universidade Columbia, que veio a ser transferida para um novo campus no bairro de Morningside Heights.
Em 1926, a Metropolitan Opera passou a buscar locais para construção de uma nova casa de ópera em substituição à "Old Met", localizada na Broadway. Dois anos mais tarde, Benjamin Wistar Morris e o urbanista Joseph Urban foram contratados para projetar a nova casa de ópera. Contudo, o novo edifício era muito caro para a instituição e necessitava de patrocínio para que saísse do papel. O apoio veio de John D. Rockefeller, Jr., seguindo conselhos de seu administrador Ivy Lee. Subsequentemente, Rockefeller contratou a firma Todd, Robertson & Todd para analisar a viabilidade do projeto. John R. Todd, um dos donos da empresa, sugeriu a construção de uma praça diante do prédio e a abertura de áreas de circulação de pedestres ao seu entorno.
A Universidade Columbia arrendou o terreno a Rockefeller por 87 anos, com custo de 3 milhões de dólares anuais. Na realidade, o contrato previa o arrendamento de 27 anos do terreno pela Columbia com opção de renovação para mais 21 anos, de forma que o processo se estenderia até o ano de 2015. Além disto, Rockefeller poderia evitar qualquer aumento de taxas durante 45 anos, ainda que sob ajustes inflacionários. O custo inicial de aquisição da propriedade somado à construção dos prédios futuros foi estimado em 250 milhões de dólares. Rockefeller negociou uma linha de crédito com a Metropolitan Life Insurance Company visando cobrir as contínuas despesas através da venda de ações de sua petrolífera. O arrendamento não incluía a faixa margeada pela Sexta Avenida, assim como a propriedade na Quinta Avenida entre as ruas 48 e 49. Ambas as propriedades ficara de fora dos projetos de construção.
Em 1929, Rockefeller abriu um simpósio de arquitetura com a finalidade de reunir projetos para o complexo. O evento não catalogou nenhum projeto significativo e Rockefeller, por fim, contratou as empresas Corbett, Harrison & MacMurray; Hood, Godley & Fouilhoux; e Reinhard & Hofmeister para a concepção dos prédios. Os três grupos trabalham em cooperação sob o nome "Associated Architects" de forma que nenhum dos edifícios fosse atribuído a uma empresa em específico. No entanto, John R. Todd (um dos fundadores da Todd, Robertson & Todd) atuou como agente de obras de todo o projeto; enquanto o setor de arquitetura foi chefiado por Raymond Hood.

### Planejamento
Em janeiro de 1930, Todd apresentou um novo projeto intitulado "G-3", que previa a construção de uma torre de 50 andares no centro do terro e ainda reservava espaço para a nova casa de ópera. Dois meses mais tardde, após a aquisição do arrendamento das terras na Sexta Avenida pela Underel Corporation, um novo "Plano H" foi apresentado incluindo novas instalações para "televisão, música, filmes e peças". Este novo projeto previa também a construção de quatro salas de teatro. Seguindo os planos de Rockefeller, a demolição das construções ainda existentes no terreno deveriam começar logo no outono para que todo o complexo fosse concluído em 1933. Em março de 1931, a Metropolitan Life Insurance Company concordou em empenhar 65 milhões de dólares na construção.
Durante as fases iniciais de projeto, a construção era referida somente como "Radio City". Antes do anúncio de que seria um complexo reunindo diversas instalações midiáticas, ocorreram também outras interpretações como "Rockefeller City" ou "Metropolitan Square". Ivy Lee, conselheiro financeiro da Família Rockefeller, sugeriu a mudança dos nomes provisórios para o definitivo "Rockefeller Center". O próprio Rockefeller não queria que seu nome fosse diretamente associado ao projeto comercial, mas acabou cedendo sob o argumento de que assim atrairia maiores investidores. O local recebeu este nome oficialmente em dezembro de 1931.
Outro projeto foi apresentado em março de 1931, prevendo a construção de uma sala de música, um edifício de 66 andares, uma loja de varejo, uma rua interna, uma praça central e outros prédios de escritórios. Este último projeto incluía também uma passagem subterrânea para pedestres com diversas lojas.

## OAtlas
O "Atlas" é uma estátua de bronze no Rockfeller Center posicionada perfeitamente na direção da Catedral de São Patrício. Projetada pela dupla Lee Lawrie e Rene Paul Chambellan, em Art déco, foi inaugurada em 1937 e representa o titã Atlas segurando a abóbada celeste, conforme a lenda. A estátua de Atlas possui 15 pés de altura, enquanto a obra inteira alcança os 45 pés. Chega a pesar cerca de 7 toneladas.

## Galeria de imagens

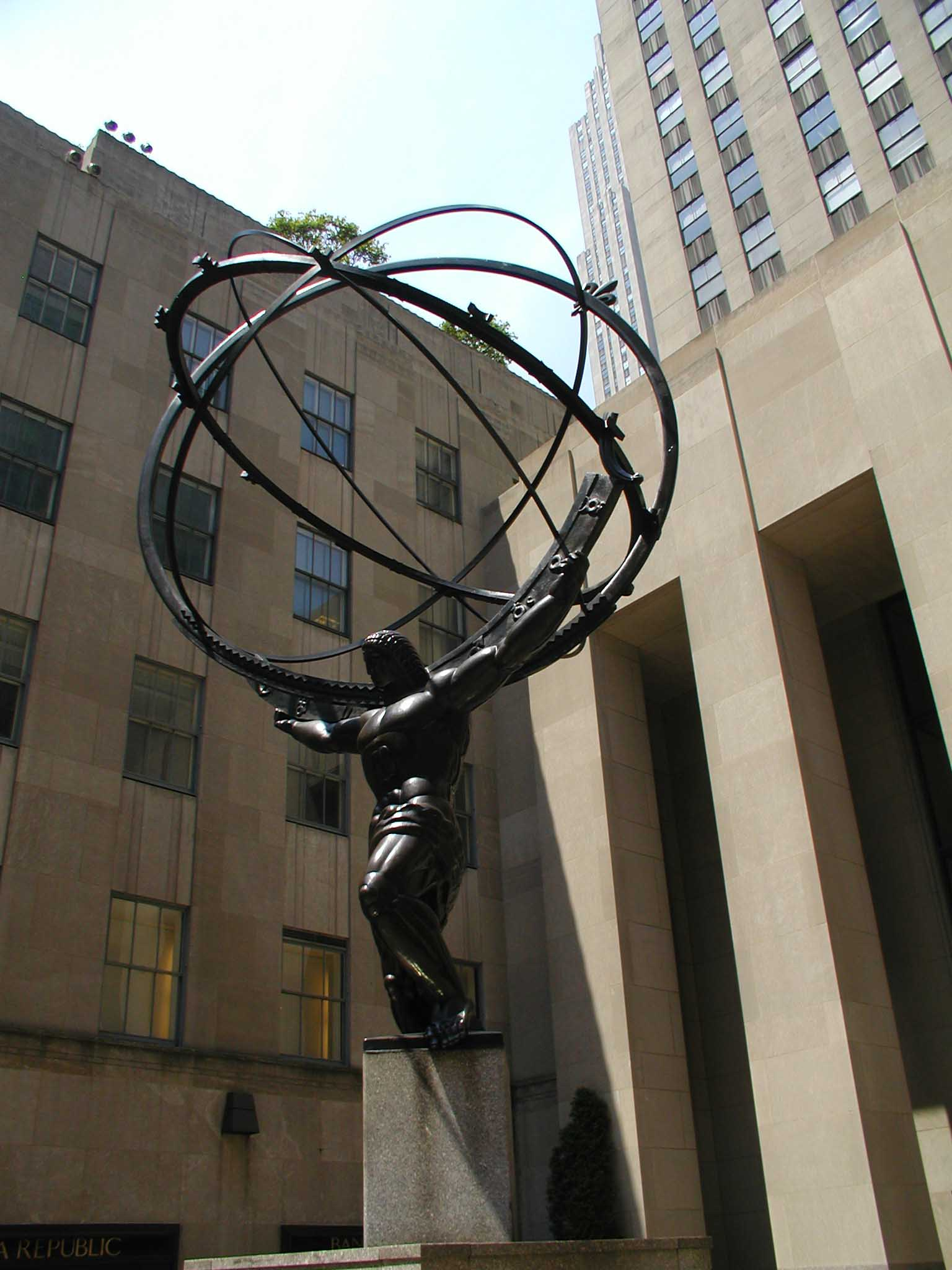
Atlas em 2007
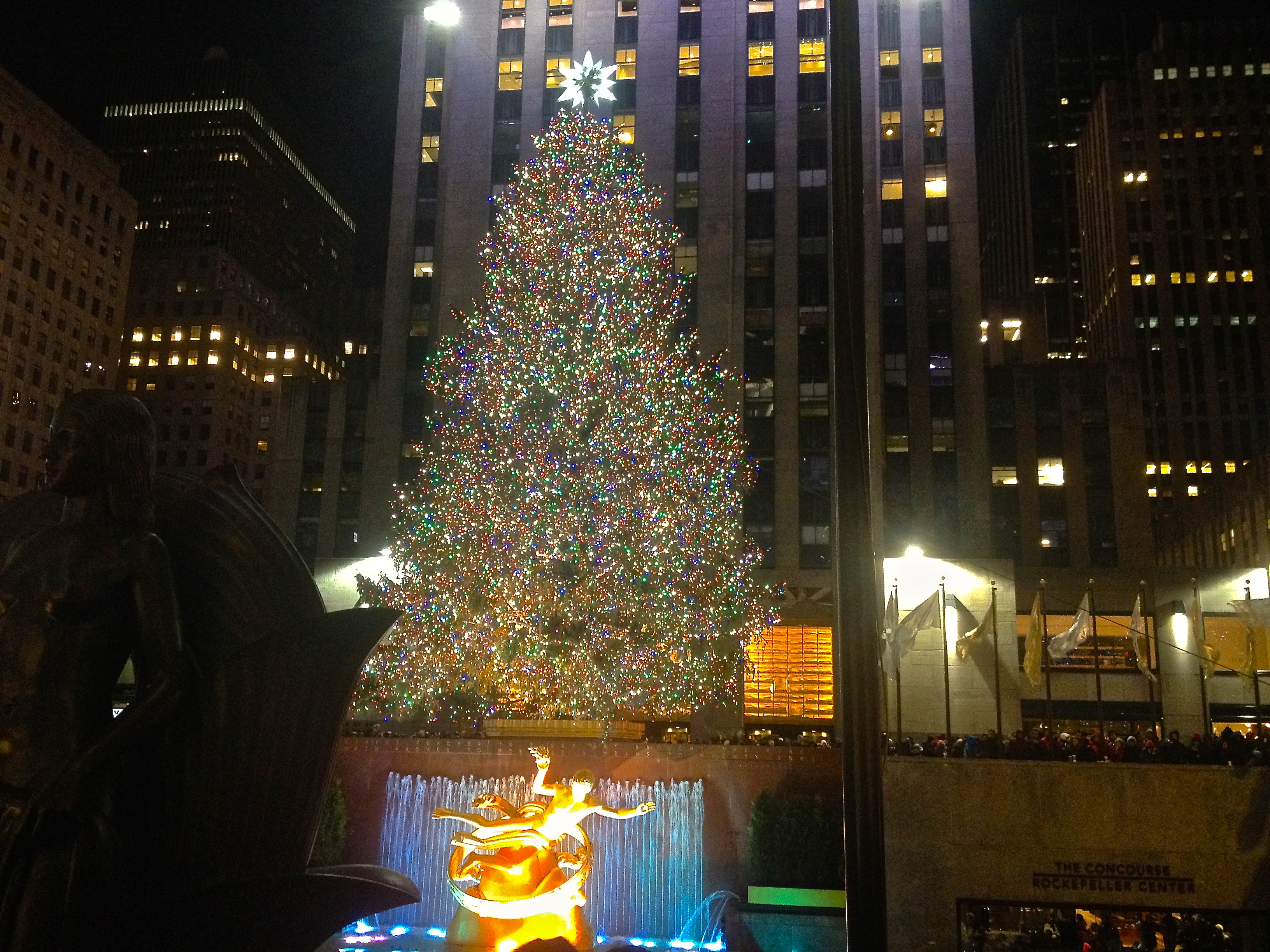
Árvore de Natal